# Opløsning (billede)
 For alternative betydninger, se Opløsning. (Se også artikler, som begynder med Opløsning)
Med billedopløsning betegner man almindeligvis antallet af pixels – billedpunkter pr. måleenhed, f.eks. pr. tommer (eng. Inch)- som en rastergrafik består af. Dette bliver i visse tilfælde angivet ved højde x bredde. Et tal på 150 x 150 vil således, for et billede som er en tomme højt og bredt, betyde at billedet har en opløsning på 150 pixels pr. inch (da:tomme) både i bredden og i højden.
I de fleste tilfælde vil du dog se et billeds opløsning angivet ved et enkelt tal efterfulgt af en måleenhed f.eks. 150 ppi (ppi= pixels per Inch). Du vil jævnligt møde en anden måleenhed, dpi (dots per Inch). I de tilfælde hvor litteratur, vejledninger o.lign. bruger dpi om et billeds opløsning menes ppi.
Målenheden dpi er en printer, trykmaskine eller optisk mus' opløsning. En skærms opløsning vil du for det meste se angivet med skærmens totale antal pixels i bredden og i højden. Her er altså ikke taget stilling til hvor mange pixels skærmen viser per tommer, cm eller ligende. Se Skærmopløsninger
Når det gælder et digitalt kamera vil det tal du får opgivet for det meste være det totale antal pixels det pågældende kamera er i stand til at producere. Altså antal pixels i bredden gange antal pixels i højden.